# البنك المركزي الصومالي
البنك المركزي الصومالي (CBS) (الصومالية : Bankiga دهكسي EE Soomaaliya، العربية : البنك المركزي في الصومال) هو السلطة النقدية من الصومال. بين مهام أخرى، فمن المسؤول عن ضمان الاستقرار المالي، والحفاظ على القيمة الداخلية والخارجية للعملة المحلية، وتعزيز الائتمان والصرف الظروف التي تيسر النمو المتوازن للاقتصاد الوطني. ضمن نطاق صلاحياتها، فإنه يساهم أيضا في السياسات المالية والاقتصادية للدولة.

## 1920
في 15 نوفمبر عام 1920، وبنكا دي إيطاليا بافتتاح فرع في مقديشو . وكان هذا هو أول بنك من أي نوع في ما هو الآن الصومال. ثم في عام 1938 بانكو دي نابولي إنشاء فرع في مقديشو . (بانكو دي نابولي استبدال كاسا دي Risparmio دي تورينو، التي فتحت مكتبا لها في مقديشو في عام 1932).

## 1952
في عام 1952 البنك الوطني للهند (مبادرة حوض النيل)، التي اندمجت لاحقا مع بنك جريندليز لتشكيل البنك الوطني وجريندليز، والفروع التي أنشئت في بربرة وهرجيسة في أرض الصومال البريطانية . كان مبادرة حوض النيل أول بنك في أرض الصومال البريطانية وكان مصرفي للحكومة الاستعمارية حتى أرض الصومال البريطانية انضمت أرض الصومال الإيطالية لتشكيل جمهورية الصومال في عام 1960. بعد توحيد، افتتح الوطنية وجريندليز فرع في مقديشو.
وكان الصومال الإيطالي منطقة من شرق أفريقيا الإيطالية (الهيئة)، وفي عام 1940 كانت هناك خمسة فروع البنك. بنكا دي إيطاليا كان ثلاثة، في مقديشو، كسمايو، وميركا . بانكو دي روما لها فروع اثنين، واحد في مقديشو ومركا واحد في. كان بانكو دي نابولي واحد في مقديشو. وكان كل من بانكو دي روما وبانكو دي نابولي أيضا فروع في إثيوبيا ، خاصة في إريتريا .

## 1960
في 1 يوليو عام 1960، أنشأت جمهورية مستقلة حديثا في الصومال إن بنكا ناسيونالي Somala (البنك الوطني الصومالي) لتولي أنشطة كاسا في لوس انجليس Circulazione Monetaria ديلا الصومالية مقديشو وفرع من بنكا دي إيطاليا . البنك الجديد جنبا إلى جنب مع الأنشطة المصرفية المركزية المصرفية التجارية الأنشطة.

## 1968
في عام 1968 اندمجت الحكومة كريديتو Somalo (بنك التسليف الصومالية)، التي الإدارة الإيطالية قد أنشأت في عام 1954، مع بنكا ناسيونالي Somala.
غير دموي بعد انقلاب عام 1969 الذي شهد محمد سياد بري الصعود إلى السلطة، أممت الحكومة في عام 1971 بنك الصومال المركزي لأربعة بنوك أجنبية. الحكومة مجتمعة بانكو دي روما، بانكو دي نابولي، والوطني، وبنك جريندليز لتشكيل البنك التجاري الصومالية. أنشأت الحكومة أيضا المدخرات الصومالية وبنك التسليف للسيطرة على الفروع التجارية بنكا ناسيونالي Somala و بنك دي بور سعيد، وترك بنكا ناسيونالي Somala مع وظائف البنوك المركزية فقط. كان المدخرات الصومالية بنك التسليف وفروع في بيدوا، بلدوين، بربرة، بوساسو، بوركو، غالكاسيو، Qardho، هرجيسا وكيسمايو، ولفترة من الوقت في جيبوتي. وقد أنشئت المدخرات الصومالية بنك التسليف ومع المساعدة التقنية والمساعدات التي تقدمها بنوك الادخار الإيطالية رابطة [2] في سياق سياسة التعاون الشامل من بنوك الادخار الأوروبية. [3]

## 1975
في 8 فبراير 1975، والتي سميت الحكومة بنكا ناسيونالي Somala للبنك المركزي الصومالي (Bankiga دهكسي EE Soomaaliya). اندمجت أيضا البنك التجاري الصومالية والمدخرات الصومالية وبنك التسليف لتشكيل البنك التجاري والمدخرات من الصومال، الذي كان في ذلك الوقت البنك الوحيد في البلاد. في عام 1990 للبنك التجاري والمدخرات من العمليات المتوقفة الصومال. في بعض نقطة البنك المركزي الصومال توقفت أيضا الأداء.

## 2009
في عام 2009 شكلت مؤخرا حكومة الاتحادية الانتقالية إعادة فتح البنك المركزي الصومالي في مقديشو كجزء من حملتها لاستعادة المؤسسات الوطنية. [4] ويمتلك البنك فرع إضافية في بيداوا التي هي بالفعل التشغيلية مع أفراد في المكان. [5 ]